# Eperjes
Eperjes é um município da Hungria, situado no condado de Csongrád-Csanád. Tem 73,89 km² de área e sua população em 2019 foi estimada em 548 habitantes.